# Antonio Casale
Antonio Casale, további nevei Anthony Vernon, Nino Casale (1932. május 17. – 2017. február 4.) olasz színész.

## Filmjei
- Maciste il vendicatore dei Maya (1965)
- Sicario 77, vivo o morto (1966)
- A Jó, a Rossz és a Csúf (Il buono, il brutto, il cattivo) (1966)
- Vendetta per vendetta (1968)
- Le salamandre (1969)
- Dal nostro inviato a Copenaghen (1970)
- Quickly - Spari e baci a colazione (1971)
- Riuscirà l'avvocato Franco Benenato a sconfiggere il suo acerrimo nemico il pretore Ciccio De Ingras? (1971)
- A vizsgálat lezárult, felejtse el! (L'istruttoria è chiusa: dimentichi) (1971)
- Egy marék dinamit (Giù la testa) (1971)
- Mi történt Solenge-zsel? (Cosa avete fatto a Solange?) (1972)
- A nagy leszámolás (Il grande duello) (1972)
- Diario di una vergine romana (1973)
- Milano trema: la polizia vuole giustizia (1973)
- Sette ore di violenza per una soluzione imprevista (1973)
- Anna, quel particolare piacere (1973)
- Dagli archivi della polizia criminale (1973)
- The Arena (1974)
- Una donna per 7 bastardi (1974)
- Il tempo dell'inizio (1974)
- Macchie solari (1975)
- A csalétek (Il sospetto) (1975)
- La polizia accusa: il servizio segreto uccide (1975)
- Il giustiziere sfida la città (1975)
- Labbra di lurido blu (1975)
- Il trucido e lo sbirro (1976)
- Mannaja (1977)
- Il Passatore (1978, tv-film)
- Caligula (1979)